# Bund Christlicher Pfadfinderinnen
Der Bund Christlicher Pfadfinderinnen (BCP) war ein deutscher evangelischer Pfadfinderinnenbund, der einschließlich seiner Vorgängerorganisationen, der Tatgemeinschaft Christlicher Pfadfinderinnen (TCP) und des Casteller Rings, von 1922 bis 1972 bestand. Mit Beginn des Jahres 1973 fusionierte der BCP mit dem Evangelischen Mädchenpfadfinderbund (EMP) und der Christlichen Pfadfinderschaft Deutschlands (CPD) zum Verband Christlicher Pfadfinderinnen und Pfadfinder (VCP).
Aus dem BCP ist die Communität Casteller Ring hervorgegangen, eine evangelische Ordensgemeinschaft für Frauen.

## Geschichte

### 1921 bis 1937: Die Tatgemeinschaft Christlicher Pfadfinderinnen
Im Jahr 1921 entstanden in Sachsen die ersten Gruppen evangelischer Pfadfinderinnen, die sich genau wie die Jungengruppen als „Christliche“ Pfadfinderinnen bezeichneten. 1922 schlossen sich diese Gruppen unter der Führung von Olga Riebold, der Frau von Fritz Riebold, zur Tatgemeinschaft Christlicher Pfadfinderinnen zusammen. Inhaltlich orientierten sie sich zunächst an der Tatgemeinschaft Sachsen, einer von der Jugendbewegung geprägten Erneuerungsbewegung in der Christlichen Pfadfinderschaft.
Bis 1933 entstanden im Deutschen Reich Gruppen christlicher Pfadfinderinnen sowohl innerhalb der TCP wie auch in anderen kleineren Zusammenschlüssen. Diese schlossen sich Pfingsten 1933 der TCP an, die damit zwischen 700 und 800 Mitgliedern in etwa 30 Gruppen hatte.
Im Juli 1933 trat die TCP dem Bund christdeutscher Jugend innerhalb des Bundes Deutscher Jugendvereine bei, um der staatlichen Auflösung zu entgehen. Dennoch mussten – wie im Abkommen über die Eingliederung der Evangelischen Jugend in die Hitler-Jugend festgelegt – im Frühjahr 1934 alle Pfadfinderinnen unter 18 Jahren in den Bund Deutscher Mädel eintreten, die Pfadfinderinnengruppen mussten ihre Arbeit auf den religiösen Bereich beschränken.
Am 17. August 1937 wurde die TCP von der Gestapo aufgelöst. Begründet wurde dies mit der fortgesetzten pfadfinderischen Arbeit und dem „bündischen Geist“, der innerhalb der TCP aufrechterhalten werde.

### 1937 bis 1945: Pfadfinderinnen im Untergrund
Nach dem Verbot der TCP hielten deren ehemalige Führerinnen weiterhin brieflichen Kontakt und trafen sich mehrfach im kleinen Kreis. Mehrere Mädchengruppen in Bayern blieben beispielsweise als Flötenkreise zusammen. Ab 1941 wurden die Verbindungen zwischen diesen Gruppen durch den Versand von so genannten „Urselbriefen“ verstärkt, in denen anonymisiert pfadfinderische und religiöse Themen behandelt wurden.
An Ostern 1942 gründete Christel Schmid, die letzte Bundesführerin der TCP, mit sieben Mädchen und jungen Frauen aus diesen Kreisen in Castell den Casteller Ring. Dieser setzte im Untergrund die Arbeit der TCP fort. Noch 1942 gab sich der Casteller Ring eine Bundesordnung, es fanden weitere Treffen statt und neue Mitglieder wurden aufgenommen.

### 1945 bis 1972: Der Bund Christlicher Pfadfinderinnen

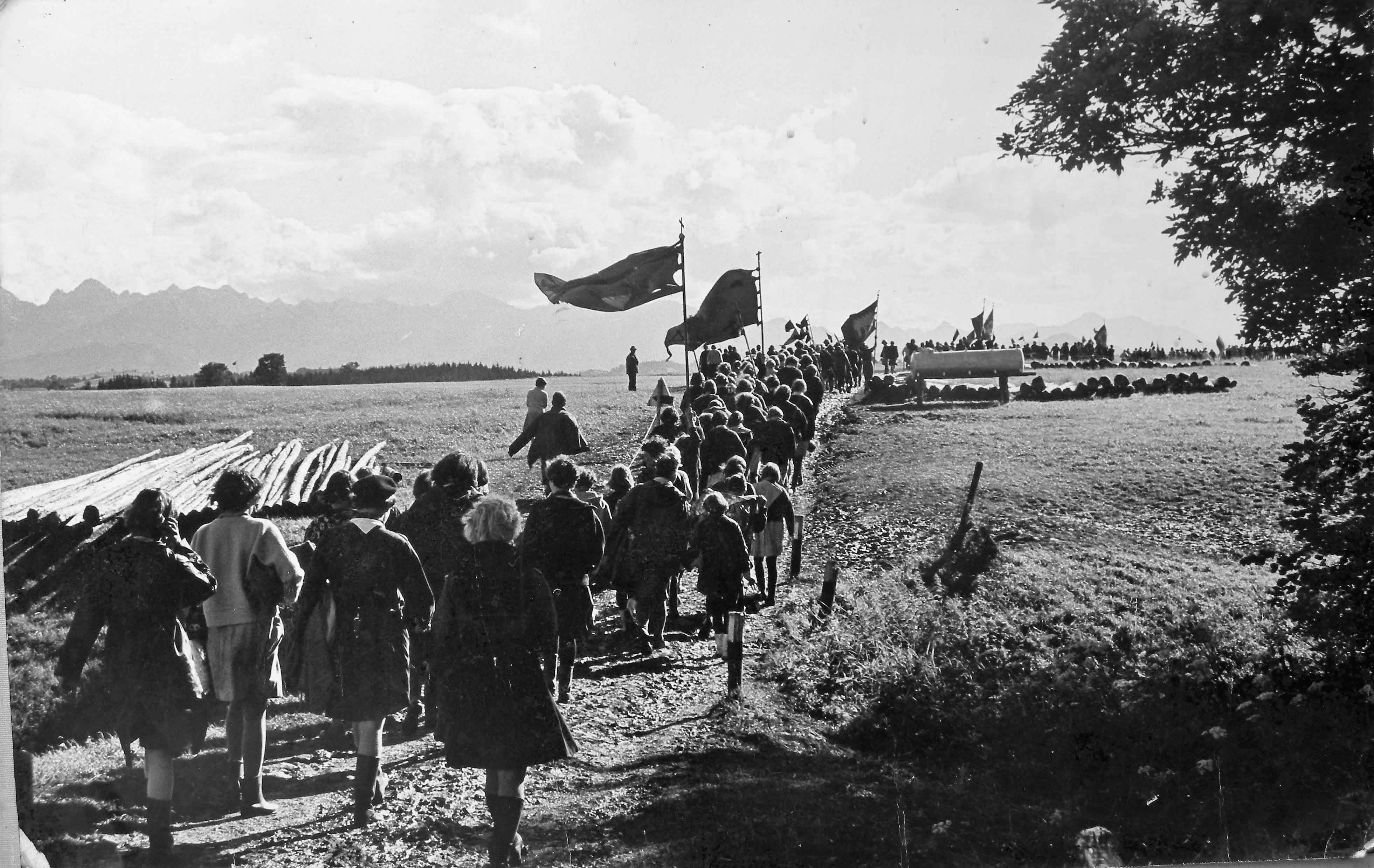
Bundeslager 1966 des BCP auf der Langau

Schon kurz nach Ende des Zweiten Weltkriegs nahmen die Führerinnen des Casteller Rings Kontakt zur amerikanischen Militärregierung in Bayern auf. Mit ihrer Genehmigung wurde im September 1945 ein erstes Lager durchgeführt. Auf diesem Lager änderte der Casteller Ring seinen Namen in Bund Christlicher Pfadfinderinnen. Etwa gleichzeitig wurde der BCP in die Evangelische Jugend in Bayern aufgenommen.
Durch den frühzeitigen Beginn mit der Pfadfinderinnenarbeit wuchs der BCP sehr schnell. 1948 hatte er bereits 17 Gruppen in ganz Bayern. Seine größte Ausdehnung erreichte er Anfang der 1960er Jahre mit etwa 2000 Mitgliedern.
In der Führerinnenschaft des BCP entstand in den Jahren nach 1945 der Wunsch nach einer festeren Gemeinschaft. Um ein gemeinsames geistiges Leben zu ermöglichen, gründeten sie 1950 die Communität Casteller Ring. Diese hat heute ihren Sitz im 1957 vom BCP als Erbbauberechtigte übernommenen Schloss Schwanberg bei Kitzingen.
1949 schlossen sich die deutschen Pfadfinderinnenbünde zum Ring Deutscher Pfadfinderinnenbünde (RDP) zusammen. Um eine einheitliche Vertretung der evangelischen Pfadfinderinnen zu erreichen, vereinbarten BCP und EMP, dass die Vertretung im RDP vom EMP wahrgenommen wird. Gleichzeitig wurde festgelegt, dass der BCP sich in seiner Arbeit auf Bayern beschränkte, während der EMP in den restlichen Bundesländern arbeitete. Der RDP wurde 1950 in die World Association of Girl Guides and Girl Scouts aufgenommen.
1964 kaufte der BCP ein Grundstück bei Steingaden zur Anlage eines Lagerplatzes. Auf der Langau wurde 1966 ein Bundeslager des BCP durchgeführt. Zur rechtlichen Absicherung wurde der Verein Bildungs- und Erholungsstätte Langau e. V. gegründet, der dort noch heute Freizeiten insbesondere für behinderte Menschen und ihre Familien durchführt.
Ab Ende der 1960er Jahre wurden innerhalb des BCP die Forderungen nach einer Veränderung der Arbeit und nach einer Öffnung für koedukative Arbeitsformen lauter. Ähnliche Entwicklungen gab es auch in den zwei anderen evangelischen Pfadfinderbünden EMP und CPD. Die drei Bünde nahmen daraufhin Verhandlungen über die Möglichkeiten gemeinsamer Arbeit auf. Schnell kristallisierte sich der Zusammenschluss zu einem koedukativen Verband als Ziel heraus. Ab Frühjahr 1971 arbeiteten der BCP und die Landesmark Bayern der CPD als gemeinsamer Landesverband auch in ihren Strukturen zusammen. Am 1. Januar 1973 fusionierten BCP, EMP und CPD zum Verband Christlicher Pfadfinderinnen und Pfadfinder.